# 劇場版BLEACH 地獄篇
『劇場版BLEACH 地獄篇』（げきじょうばん ブリーチ じごくへん）は、2010年12月4日に東宝の配給で公開された日本の長編アニメーション映画。テレビアニメ『BLEACH』の劇場版第4作。アニメーション制作はstudioぴえろ。

## 概要
2008年までは12月に公開されていた『劇場版BLEACH』だが、本作の前年は『ONE PIECE FILM STRONG WORLD』と公開時期が重なるためか、劇場版が公開されなかった。そのため、前作『劇場版BLEACH Fade to Black 君の名を呼ぶ』から約2年のスパンを空けての公開となる。
原作者の久保帯人も「今までより早い段階から」製作に参加しており、製作指揮を担当している。2011年8月に『BLEACH』の連載が10周年を迎えるため、本作は「週刊少年ジャンプ連載10周年記念作品」として公開された。また、本作は劇場版で初めて英語のサブタイトルが付けられていない作品でもある。
本作では原作・アニメでも描かれることがほとんど無かった世界「地獄」を舞台とした物語が展開されており、地獄の詳細が明らかになる。また破面篇のウルキオラ戦で描かれた一護の完全虚化が劇場版で初登場しており、本作オリジナルの一護の強化形態「スカルクラッド」も登場する。前作まではゲストキャラクターを主軸に、一護がそれをサポートするという内容だったが、本作は一護を中心とした物語を作るというコンセプトがある。そのため前作まで戦闘シーンでの活躍が顕著だった護廷十三隊の隊長達の出番は限定的となっており、一護と彼に近しい仲間達の活躍に焦点が当てられている。久保は「記念作品ということで、新しい試みに挑戦したかった」と語っており、シナリオ完成までに脚本家の高橋ナツコらと何度も打ち合わせを行ったという。
入場者プレゼントの特製単行本『The Hell verse』の先着100万名への配布を始め、本作と関連して様々なメディアとの連動企画が展開された。アニメ『BLEACH』では公開前の11月下旬に「映画」にちなんだ298話、本作の序章となる299話の計2話を2週に掛けて放送。『週刊少年ジャンプ』2010年52号（2010年11月29日発売）に掲載され『The Hell verse』に収録された本作と連動した番外編「imaginary number 01 the unforgivens」は、『週刊少年ジャンプ』に掲載されたその翌日の11月30日にアニメ化され、前述の299話に組み込まれた。尚、連載中に掲載された漫画が1日後にアニメ化されたのは史上最速となる。それぞれの内容は#地獄篇連動エピソードを参照。
序章において破面篇のキャラクターが登場している事から原作との繋がりを意識している一方、破面篇後の物語とは明言されておらず、原作の展開とは異なる部分も多い。また、物語後半の情報露出も当初は最小限に留められ、公開直後は実際に本作を鑑賞しないと後半の展開は分からないようにされていたが、劇場公開後にはCMなどで後半の核心部分を前面に押し出した宣伝に方針転換された。
公開前には、テレビ東京系列で特別番組『祝!BLEACH連載10周年記念! 映画の裏側たっぷり見せちゃいますSP!』が放送され、一護役の森田成一と主題歌を歌うT.M.Revolutionこと西川貴教、『BLEACH』の大ファンだという椿姫彩菜が出演した。『ジャンBANG!』でも今作の特集が組まれ、森田成一がスペシャルゲストとして出演した。また、劇場公開中はプロモーションの一環として、TVシリーズのオープニング・エンディング映像に本作のダイジェスト映像が使用された。
全国233スクリーンで公開され、2010年12月4、5日初日2日間で興収1億9,914万7,100円、動員は17万1,542人になり映画観客動員ランキング（興行通信社調べ）で初登場第3位となった。また、ぴあ初日満足度ランキング（ぴあ映画生活調べ）では第1位になり、客層中心である中高生のほか20代にも高い支持を得ている。
キャッチコピーは「地獄へ堕ちろ」。

## ストーリー
生前、現世で大罪を犯した人間が行き着き、死神の関与も禁じられた世界「地獄」。その地獄に送り込まれた咎人達が現世、空座町にある黒崎家、そして空座一高に襲撃を開始した。彼らの目的は地獄からの解放であり、その野望成就のため一護を狙っていた。一護達は空座一高を急襲した「朱蓮（シュレン）」ら咎人達と交戦するが、彼らの力に圧倒される。その戦いの中、一護は「黒刀（コクトー）」と名乗る咎人に窮地を救われるが、妹の遊子が地獄に連れ去られてしまう。遊子の奪還を誓う一護は、ルキア・恋次・石田・黒刀と共に地獄へと乗り込んでいく。
地獄に到達した一護達は、そこで咎人達との激しい戦いを繰り広げる。戦いが熾烈さを増す中、一護は咎人達の反乱に隠された驚愕の陰謀を知ることとなる。さらに、その陰謀を引き金に一護は完全虚化へと変貌を遂げて地獄で暴走、現世を崩壊しかねない事態を招き、その代償に遊子は地獄の鎖に繋がれ、ルキア達は地獄へと囚われてしまう。
救いようのない現実に打ちひしがれ絶望する一護。だが「仲間を助ける」という新たな決意を固めた時、一護は地獄での最終決戦へと挑んでいく。

## 登場人物

### 一護とその仲間達
黒崎一護（くろさき いちご）
声 - 森田成一
本作の主人公。ルキアとの出会いから死神代行を務める事になった。
本作では遊子を助けるためにルキア達と地獄に乗り込み、戦いに身を投じるが、そこで自身の虚の力が暴走し完全虚化へと変貌、さらなる非常事態を引き起こす。
スカルクラッドVer.（スカルクラッド一護） 
地獄での進化形態。左半身が髑髏の甲冑に覆われている。体を覆う甲冑は細かいパーツ構成であり、動きに干渉しない造りになっている。
地獄での陰謀を止めるためクシャナーダ（地獄の意思）が一護に力を貸した事で強化された「もう一つの進化」である。その形態から金色の霊圧を纏い、さらに地獄の鎖を断ち切る金色の月牙天衝を放つ。この姿の時はクシャナーダは一護を味方としているが、あくまで一護は咎人の暴走を止めるための「拠代」として選ばれただけな為、一度変身を解いたら再び敵と認識して一護に襲い掛かってくる（ちなみに、スカルクラッドとは、髑髏＋異なる複数の材を張り合わせた素材という意味である。久保帯人が考案）。
技「煉獄月牙天衝（れんごくげつがてんしょう）」
スカルクラッド形態で使用した月牙天衝の強化型。
通常の月牙より遥かに強大な威力を誇っており、斬撃を放つ際に金色に輝く髑髏状の霊圧が渦巻くのが特徴（技名はPS3ソフト『ソウルイグニッション』から）。
朽木ルキア（くちき ルキア）
声 - 折笠富美子
護廷十三隊十三番隊隊員で、一護に死神の力を譲渡した人物。
アニメ「地獄篇・序章」にて、恋次と共に現世に出現した咎人・シュリーカーと交戦したことから、地獄の異変を感じ取った元柳斎の命を受け、現世に調査のため送り込まれた。恋次・石田と共に、地獄に乗り込もうとする一護についていく。
阿散井恋次（あばらい れんじ）
声 - 伊藤健太郎
護廷十三隊六番隊副隊長。ルキアの幼馴染。ルキア同様の経緯で現世に派遣された。
一護達と共に地獄への戦いに参戦、密かに仲間を現世へ強制的に戻す術を携える。
石田雨竜（いしだ うりゅう）
声 - 杉山紀彰
一護のクラスメイト。虚と戦う力を統べる人間の一族「滅却師（クインシー）」の生き残りで、混血滅却師の最後の生き残り。
一護達と共に地獄への戦いに参戦、完全虚化した一護を見た過去の経緯より、地獄を「一護にとって危険な場所」と警戒する。また、戦闘で「封庫滅陣（ゲルトシュランク）」という新技を披露する。
井上織姫（いのうえ おりひめ）
声 - 松岡由貴
一護のクラスメイト。一護に好意を寄せている。「盾舜六花」という6人の小人を使い、あらゆる事象を「拒絶」する盾を張る能力を持つ。
本作では負傷したチャドの治療のため現世に待機し、一護の帰還を待つ事となる。
茶渡泰虎（さど やすとら）
声 - 安元洋貴
一護の中学時代からの友人。頑丈な巨体の持ち主で、愛称は「チャド」。
咎人との交戦の最中に、ルキアと夏梨を庇って朱蓮の攻撃を受けたため、戦闘不能となる。

### 一護のクラスメイト
浅野啓吾（あさの けいご）
声 - 小西克幸
一護の友人。見た目はイケメンな方だが性格は三枚目のムードメーカー。
水色、竜貴と共に咎人の襲撃の被害に巻き込まれる。
小島水色（こじま みずいろ）
声 - 福山潤
一護の友人。幾多の女性との浮名を流す年上キラー。
有沢竜貴（ありさわ たつき）
一護の幼馴染。インターハイ出場経験のある空手の達人。

### 黒崎家
黒崎一心（くろさき いっしん）
声 - 森川智之
一護の父親で診療所「クロサキ医院」の開業医。
本作では学会のため泊りがけの出張に出ていた。
黒崎遊子（くろさき ゆず）
声 - 瀬那歩美
一護の妹で夏梨の双子の姉。朱蓮一味にさらわれ、地獄の瘴気により命の危機に晒される。
黒崎夏梨（くろさき かりん）
声 - 釘宮理恵
一護の妹で遊子の双子の妹。遊子と共に朱蓮一味に連れ去られそうになるが黒刀に救われる。

### 護廷十三隊
山本元柳斎重國（やまもとげんりゅうさい しげくに）
声 - 塚田正昭
護廷十三隊総隊長兼一番隊隊長。
本作では地獄の門から流れ出た瘴気を広めないために隊長格を率い現世に赴く。
アニメ「地獄篇・序章」でルキアと恋次に現世派遣を言い渡すが、一護が地獄絡みの一件に関わることを厳重に禁じた。
朽木白哉（くちき びゃくや）
声 - 置鮎龍太郎
護廷十三隊六番隊隊長。ルキアの義兄で四大貴族の一つ「朽木家」の当主。
本作ではルキア達が地獄に囚われたショックから立ち直れない一護に、今の自分の役目を全うするよう背中を押す発言を残す。
日番谷冬獅郎（ひつがや とうしろう）
声 - 朴璐美
護廷十三隊十番隊隊長。冷静な見識を持つ、隊長格最年少。
浮竹十四郎（うきたけ じゅうしろう）
声 - 石川英郎
護廷十三隊十三番隊隊長。体は病弱だが、温厚な性格で部下からの人望を集める。
松本乱菊（まつもと らんぎく）
声 - 松谷彼哉
護廷十三隊十番隊副隊長。日番谷を補佐する色香漂う大人の女性。

### その他
ウルキオラ・シファー
尸魂界への反逆者・藍染惣右介の部下で、第4十刃（クアトロ・エスパーダ）の地位につく破面。
映画冒頭、虚夜宮（ラス・ノーチェス）で完全虚化した一護との激闘を演じる。その戦闘が、朱蓮達が一護を狙う契機となる。

### オリジナルキャラクター
黒刀（コクトー）
声 - 中井和哉
一護達の仲間となる咎人。右顔を隠す黒頭巾、すらりとしたスリムな長身の男で、黒い刀身の刀を武器にする。
兄貴肌な一面をみせるも真意は見せず、常に軽やかで飄々と振舞う。
異能は、掌から黒い液体を発生させ、刀を形成させる。また、死神でも認識できない速度で移動することができる他、咎人の鎖を防御や攻撃の補助に転用する等、巧みな戦術も見せる。
かつて妹を殺された復讐に走り、非道を起こした罪によって地獄に連れられた過去を秘める（人間だったころの死因は不明）。朱蓮達の行動を快く思っておらず、朱蓮達から一護を助けた後は地獄の案内役として、一護達と共闘する。戦いの中で一護に地獄から解放されたい事を懇願し、妹に再会し謝りたいと思いを告白する。
朱蓮一味との戦闘の中、朱蓮の部下達を道連れに命を落としたと思われたが、一護が朱蓮を倒した直後に復活し、一護を突然攻撃した。一連の騒動の裏で暗躍していた張本人であり、朱蓮達に一護の完全虚化の情報を与えて一護と闘わせる事で、一護の中の虚の力を暴走させ、その力で自身の地獄の鎖を断ち切ろうと企んでいた。そのため、当初の黒幕だと思われていた朱蓮達は何も知らないまま、黒刀に利用されていたに過ぎなかった。
本性をさらけ出してからは目が細くなり、口調も狂気が宿った様に変化する。また、黒頭巾の下の顔及び体の右半身がミイラ化してしまう程、地獄で永きに渡り途方のない死と再生と戦いを繰り広げた最強の咎人で、一護の完全虚化を終始凌ぎ切ってしまう程の高い戦闘力を誇る。
かつて妹を守れなかった事に苦しみ、心が壊れ、犯人を惨殺し復讐を遂げるが虚しさだけが残り、しだいに彼の心を更に歪めていき、自分より幸せな人々を怨み、人の道を外す非道を重ねていき、地獄へと堕ちていった。
その本性は果て無き地獄の責め苦からの解放を望み、世界の事も考えておらず、他者の事など考慮しないエゴの権化と言うべきエゴイスト。一護に妹を守れなかったと自分と同じ苦しみを与えようとする程、その魂は歪み切っており、醜悪の極みと言うべき人物であった。
一護を挑発して完全虚化させ、その強大な力で地獄の門を破壊させる事に成功、それに加え遊子が地獄の鎖に囚われた事によって、一護に絶望を与える。その後、一護を逃がすために地獄に残ったルキア達を人質に取るが、仲間を救うために再び立ち上がり、地獄へ再度足を踏み入れた一護と最後の激闘を繰り広げる。虚化せずに戦う一護を追い詰めるも、スカルクラッドとなった一護に敗れ、無数の地獄の鎖にからめ捕られて更なる深淵に引きずり込まれた。
小説版では、地獄に落ちるきっかけとなった妹のことさえ、怨念に囚われまともに覚えていなかったことに気づく。
朱蓮（シュレン）
声 - 古谷徹
空座町に現れた、四人の咎人達の首領。顔の左側が髪で隠れている。
常に気障に振る舞い、相手が自分に従うのが当然かの如く、不遜な言動を取る。
炎を発生させ意のままに操る能力を持ち、炎を槍や剣のように固形化させる事も可能。
自分達を地獄から解放するため、強大な虚化の力を持つ一護の力で地獄の門の破壊を目論む。
群青（グンジョウ）
声 - 相沢正輝
朱蓮の副官的存在。細身の体に長い腕に、長めの青髪で鼻から上を布で覆い、両の目の下から下顎にかけて傷がある。口調は丁寧で、慇懃無礼な性格。
長い腕を巧みに操り攻撃したり、両腕や体から発生させた鞭状の触手を操る能力を持つ。
地獄では、ルキアと交戦。一度は敗北するが、我緑涯・太金と共に朱蓮のアジトにて復活し、一護・黒刀と交戦した。
我緑涯（ガロガイ）
声 - 酒井敬幸
朱蓮の部下。緑色のぱっつん＋一本三つ編みをした、目付きが悪く強面の男。
四メートルを超える巨躯と、屈強な肉体を誇る巨漢で上半身が異常かつ不釣合に発達しており、巨大な腕を持つ。言葉数が少ない。
怪力自慢で、その腕から強力な攻撃を繰り出す。また、腕は骨がワイヤー状になっているため、遠距離からパンチを放つことも出来る。
地獄では、恋次と交戦することになる。
太金（タイコン）
声 - 塩屋浩三
朱蓮の部下。黄色のＭ字前髪に頭の両端が角状になっており、耳の前辺りに痣のような模様がある男。
でっぷりとしたふくよかな体型の持ち主で、体格だけ言えば我緑涯に負けていない。何故かオカマ口調で話す。
体中から口を出して相手の攻撃を吸収し、それを自分の攻撃として放つ能力を持つ。
地獄では、石田と交戦することになる。
紫雲（ムラクモ）
声 - 高岡瓶々
朱蓮の部下。黒いフード付きのつなぎのような服に、白いイブニンググローブ（長手袋）とブーツに仮面の男。素顔は目の周りにたぬきのような模様のある、壮齢及び老人の年齢をしている。
薙刀の形状をした長柄の先に、幅の広い直刀の大剣を武器にする。
現世で仮面を割られ、クシャナーダによって地獄に引き戻された。

## 地獄
本作の舞台となる世界。厳密には設定の初出は単行本2巻だが、本作での主要舞台であるため本項で記述する。
尸魂界と同じ死後の世界。生前に非道を行った魂が行き着く場所でもあり、そこに送られた死者の魂は咎人として自らの大罪を責められ続ける苦しみを味わう。原作及びアニメでは生前連続殺人犯だった虚・シュリーカーがここに引きずり込まれている。死神から監視されているが、管理下には置かれておらず、死神は地獄への関与を厳しく禁じられているため、死神でも地獄の詳細を知る者は少ない。
世界観は下から進む4段階の階層で出来ており、抗うことを諦めた者達が集まる青い道と白い石柱があり白く四角いブロックが浮かぶ白色が占める第一階層、全体が青色で辺り一面が水面であり、剣に刺さった朽ち果てたクシャナーダが墓場同然に乗っている巨大な蓮の花の船がある第二階層、雲に覆われ硫酸のような黄色い湖が頂上にある山で構成され、朽ち果てた咎人の骨で形成された砂漠が広がる第三階層、本作での最終決戦の舞台となり、朱蓮のアジトがある赤色をイメージさせる最下層から成る。
また地獄には瘴気が蔓延しており、その瘴気は通常の人間を死に至らしめるほどの危険性を有する他、秘めた本能を呼び起こす作用もあるため、一護の場合、自らの意思と関係なく誘発的に虚化が発動された。尚、生者や死神であっても地獄で死ねば地獄の鎖に囚われ、咎人となる。
原作終了後の後日談となる読み切り漫画『獄頤鳴鳴篇』でも触れられており、護廷十三隊の隊長格のような霊圧が強すぎる者は尸魂界でも現世でも還元できないため、死後罪状の有無にかかわらず地獄に堕とされる事、地獄が死んだ隊長格の霊子から成り立っている事が判明している。また、本作とは一部設定の相違があり、クシャナーダや咎人などの用語は登場せず、地獄の番人として「獄吏」が存在し、虚に似た姿だが体に複数の穴を持つ「餓鬼」を連れている事が本作の序章同様に地獄に堕ちていたザエルアポロから語られている。
咎人（とがびと）
生前に犯した大罪により地獄に堕ちた罪人の成れの果て、地獄に縛られる異形の異能者たち。元は人であるが人間離れした姿を持つ者が多く、その姿は千差万別で、地獄に堕ちると戦う為に特殊な力を与えられる。咎人達はたとえ何度殺されてもすぐに生き返り、戦う力を持ちながらクシャナーダに抗っても敵わないという絶望を与え続けられ、何度も死と再生を繰り返す内にやがて白骨化してしまう。戦って死んだ咎人は地獄の瘴気と混じり合って少しずつ強くなっていき、体の形も徐々に戦闘に特化していき（そのために人間離れした姿をした咎人が多い）、持っている特殊な力も強化される。そのため咎人の中で戦う意思を捨てない者だけが自らを形成し存在し続け戦闘能力を強めていく。当然ながら長く存在し続けている者ほど強く、中には護廷十三隊の隊長クラスをも凌駕する戦闘能力を持つ個体も存在する（人型の個体が多い）。黒刀曰くその原動力は「怨念」。その体には地獄に囚われる地獄の鎖がつけられており（業の深い者ほど鎖は太く数も多くなり、強く固く地獄に縫い止められる）、たとえ地獄の門を抜け出してもクシャナーダからは逃れられないが、朱蓮達は現世でマントと仮面で顔を隠すことにより一時的にクシャナーダから逃れていた（このマントはクシャナーダから身を隠せる代わりに本来の戦闘力を抑えてしまう）。どんなに強くても死と再生を繰り返し続ければ限界が近づき、次第に体はミイラの様に白骨化していき、砂の様に粉々に粉砕される。また咎人は生前の記憶が次第に薄れていき、自分の名前さえも忘れてしまう。そのため、体等の特徴から名前を表している。
クシャナーダ
地獄の番人。多くの数が存在し、地獄中の至る所を徘徊している。ヒヒに似た数十mの巨大な体を持ち、腕と足以外は白骨化していて、頭部は下顎の部分を欠いた髑髏のような形をしている。咎人を喰らって責苦（死）を与え続ける。咎人の攻撃は一切受け付けないようで、彼らにとっては恐怖の対象だが、死神などの力は効果がある。単行本2巻で、シュリーカーを地獄に引きずり込む際に腕だけ映った（ただしデザイン自体は異なっている）。

## スタッフ
- 原作・製作指揮 - 久保帯人
- 監督 - 阿部記之
- 脚本 - 高橋ナツコ、大久保昌弘
- キャラクターデザイン・総作画監督 - 工藤昌史
- 絵コンテ - 阿部記之、立川譲、田中孝弘、田中宏紀、水野和則
- 美術監督 - 高木佐和子
- 色彩設定 - 上谷秀夫、阿部紀子
- 撮影監督 - 福島敏行
- 編集 - 植松淳一
- 音楽 - 鷺巣詩郎
- 演出 - 阿部記之、立川譲、末田宜史、水野和則
- 作画監督 - 飯島弘也、坂本修司、高橋成之、田中孝弘、ふかざわまなぶ、鈴木陽子、稲吉智重、今木宏明、大西雅也、梅村朋未
- エフェクト作画監督 - 橋本敬史
- 作画監督補佐 - 奥野治男
- プロデューサー - 萩野賢、小林教子
- 製作 - 劇場版BLEACH4 製作委員会（テレビ東京、集英社、ぴえろ、電通、アニプレックス、東宝、バンダイ、ソニー・コンピュータエンタテインメント）
- 配給 - 東宝

## 主題歌
「Save The One, Save The All」
歌 - T.M.Revolution / 作詞 - 井上秋緒 / 作曲・編曲 - 浅倉大介

## 入場者プレゼント
本作では、劇場版初の入場者プレゼントとして特製インビテーションブック『The Hell verse』が先着100万名に配布された。
この単行本には、劇場版と連動した久保による描き下ろし漫画に加え、単行本48巻付属のポスターと繋がる『地獄篇』特製ポスター、劇場版キャラクターの設定資料、久保やスタッフによる劇場版の制作秘話とインタビュー、『BLEACH』の歴史の特集コーナーなどが収録されている。

## 地獄篇連動企画

### BLEACH 〜ヒート・ザ・ソウル7〜地獄篇SPコンテンツ配信
公開日と同時に配信開始。

### 地獄篇連動エピソード
前述の通り、本作と連動して『週刊少年ジャンプ』とアニメで展開された。番外編及びアニメ299話は、破面篇とのクロスオーバーも描かれ、朱蓮とその一味がこの話で先行登場した。

### 番外編「imaginary number 01 the unforgivens」
虚夜宮での戦闘で敗死し、地獄に堕ちたザエルアポロとアーロニーロ。状況が理解できないまま、互いへの敵愾心から一触即発の状態となった両者の前に、朱蓮が現れる。朱蓮から自分達の状況を知ったザエルアポロとアーロニーロは地獄から脱出する方法を聞きだすため、朱蓮に戦闘を仕掛けるが、そんな彼らに対し、朱蓮は地獄での洗礼を浴びせかける。

### アニメ
298話
昨今の非常事態による財政難も相まって、尸魂界で映画第4弾公開記念と称して映画祭の開催が決定し、護廷十三隊は各隊で映画製作に取り掛かることになる。半ば巻き込まれる形で映画作りに関わることになった一護は、出演者に現世メンバーと乱菊、VFXに白哉を迎えた監督・恋次の「阿散井組」に参加し、ルキア主演の特撮映画の撮影を行う。しかし恋次主導のあまりにノープラン過ぎる撮影は次々とトラブルを呼び寄せ、主に一護に災難が降りかかる。
299話（地獄篇・序章）
この所、現世で死神が行方不明になる事件が頻発していた。そんな中、ルキアは敵の襲撃を受けた車谷を救出、敵と交戦するが、その敵はかつてルキアが死神の力を失っていた頃に一護に倒され、地獄に送られたはずの虚・シュリーカーだった。初戦時よりも格段に上回る戦闘力を有したシュリーカーに驚愕するルキアは救援に来た恋次と共に交戦し、これを退ける。一方、戦死した十刃・ザエルアポロとアーロニーロもまた地獄に堕ちていた。

### 地獄篇連動エピソードでの登場人物
ザエルアポロ・グランツ
声 - 鳥海浩輔
漫画『imaginary number 01 the unforgivens』、テレビアニメ第299話に登場。第8十刃（オクターバ・エスパーダ）。死後地獄に墜とされ、朱蓮達に遭遇した際になす術も無く倒される。
アーロニーロ・アルルエリ
声 - 関俊彦
漫画『imaginary number 01 the unforgivens』、テレビアニメ第299話に登場。第9十刃（ヌベーノ・エスパーダ）。死後地獄に墜とされ、朱蓮達に遭遇した際になす術も無く倒される。
シュリーカー
声 - 江川央生
テレビアニメ第299話に登場。かつて一護に倒された虚。地獄に墜ち咎人となったが、朱蓮達と同様の方法で現世に現れた。何度も地獄で死んで再生したためか、以前よりはるかに戦闘力が増している。朱蓮達の実験のために現世に送られ、地獄に戻った後は口封じされた。
車谷善之助
声 - 矢部雅史
テレビアニメ第299話に登場。ルキアの後任の死神。

## テレビ放送
2013年1月4日（金）にテレビ東京系列にて放送された。
- 放送時間（放送局）
  - 2013年1月4日（金）午前6:00 - 午前7:50（テレビ東京、テレビ大阪、テレビ愛知、テレビせとうち、TVQ九州放送）

## DVD / Blu-ray
本作のDVDは、2011年8月24日にアニプレックスから完全生産限定版と通常版の2形態で発売された。完全限定生産版のDVDには、本編映像のほか「ジャンプスーパーアニメツアー2010」上映映像などが映像特典として収録された。2023年1月25日にはBlu-ray Discが発売された。
| 形態              | 発売日        | 収録 / 特典内容 | 規格品番  |
| ----------------- | ------------- | --- | --------- |
| DVD完全生産限定版 | 2011年8月24日 | 本編映像（約93分）+映像特典 特典CD1 特典CD2 工藤昌史描き下ろしロングデジパック仕様 両面スマートピンナップ 9枚組 ポスターブックレット 2種 | ANZB-2190 |
| DVD通常版         | 2011年8月24日 | 本編映像（約93分） | ANSB-2190 |
| Blu-ray通常版     | 2023年1月25日 | 本編映像（約93分） | ANSX-2190 |

### 特典CD
DVDの完全限定生産版には、黒崎一護役・森田成一がメインパーソナリティを務めたラジオ番組『BLEACH “B” STATION』の2010年11月から12月放送分を収録したDJCD『BLEACH “B” STATION 地獄篇』、鷺巣詩郎による本作のオリジナル・サウンドトラック未収録音源集『劇場版BLEACH 地獄篇-Additional Cues for the Soundtrack』が特典CDとして同梱された。

#### 収録内容
| #         | タイトル                                                  | 作詞      | 作曲・編曲 | 出演               | 時間  |
| --------- | --------------------------------------------------------- | --------- | ---------- | ------------------ | ----- |
| 1.        | 「OPENING TALK」                                          |           |            | 森田成一           | 1:46  |
| 2.        | 「TORU FURUYA ON THE AIR 〜キャーキャー言われたいっ！〜」 |           |            | 森田成一、古谷徹   | 29:43 |
| 3.        | 「KAZUYA NAKAI ON THE AIR 〜ブリブリ詐欺!?〜」            |           |            | 森田成一、中井和哉 | 34:18 |
| 4.        | 「ENDING TALK」                                           |           |            | 森田成一           | 6:49  |
| 合計時間: | 合計時間:                                                 | 合計時間: | 72:36      |                    |       |

| 全作曲・編曲: 鷺巣詩郎。 |                                                      |       |            |      |
| #                        | タイトル                                             | 作詞  | 作曲・編曲 | 時間 |
| 1.                       | 「"Incantation" Part A_Opus3_Choir and Guitars」     |       | 鷺巣詩郎   | 2:11 |
| 2.                       | 「"Incantation" Part C_Opus2_Orchestra Only」        |       | 鷺巣詩郎   | 3:22 |
| 3.                       | 「"Cometh the hour" Part A_Opus3_Choir and Guitars」 |       | 鷺巣詩郎   | 2:03 |
| 4.                       | 「"Cometh the hour" Part A_Opus2_Orchestra Only」    |       | 鷺巣詩郎   | 2:20 |
| 5.                       | 「"Fallen Angels" Choir and Violins」                |       | 鷺巣詩郎   | 0:59 |
| 6.                       | 「"Fallen Angels" Orchestra Only」                   |       | 鷺巣詩郎   | 3:19 |
| 7.                       | 「"Cometh the hour" Part B_Opus4_Choir and Violins」 |       | 鷺巣詩郎   | 1:16 |
| 8.                       | 「"Cometh the hour" Part B_Opus2_Orchestra Only」    |       | 鷺巣詩郎   | 2:57 |
| 9.                       | 「"Killing Field" Part A_Opus3_Choir and Guitars」   |       | 鷺巣詩郎   | 0:45 |
| 10.                      | 「"Killing Field" Part A_Opus2_Orchestra Only」      |       | 鷺巣詩郎   | 3:00 |
| 11.                      | 「"Lucifers Dance" Part B_Opus2_Orchestra Only」     |       | 鷺巣詩郎   | 1:38 |
| 12.                      | 「"Lucifers Dance" Part C_Opus2_Orchestra Only」     |       | 鷺巣詩郎   | 1:17 |
| 13.                      | 「"Incantation" Part D_Opus2_Orchestra Only」        |       | 鷺巣詩郎   | 1:04 |
| 14.                      | 「"Snakes of despair" Choir and Guitars」            |       | 鷺巣詩郎   | 1:06 |
| 15.                      | 「"Snakes of despair" Orchestra Only」               |       | 鷺巣詩郎   | 2:44 |
| 16.                      | 「"Lucifers Dance" Part A_Opus2_Orchestra Only」     |       | 鷺巣詩郎   | 3:28 |
| 17.                      | 「"Incantation" Part B_Opus4_Choir and Violins」     |       | 鷺巣詩郎   | 1:41 |
| 18.                      | 「BL06_RMB」                                         |       | 鷺巣詩郎   | 3:11 |
| 19.                      | 「Invasion_RMB」                                     |       | 鷺巣詩郎   | 3:11 |
| 20.                      | 「Treachery_RMB」                                    |       | 鷺巣詩郎   | 3:18 |
| 合計時間:                | 合計時間:                                            | 44:50 |            |      |

## サウンドトラック
本作のオリジナル・サウンドトラック。2010年12月1日にアニプレックスから発売された。各楽曲の作曲はテレビシリーズに引き続き鷺巣詩郎が手掛け、オーケストラ・アレンジは鷺巣と天野正道、啼鵬が分担した。初回特典としてキャラクターデザイン・工藤昌史による「描き下ろしオリジナル・ステッカー」が封入された。
CDジャーナルはこのアルバムについて、「最大120人規模によるロンドン・スタジオ・オーケストラのド迫力には、アニメ・ファンならずとも引き込まれるはず」と評している。

### 収録曲
| 全作曲: 鷺巣詩郎。 |                                            |                        |            |                          |                                                                                                |      |
| #                  | タイトル                                   | 作詞                   | 作曲・編曲 | 編曲                     | 歌                                                                                             | 時間 |
| 1.                 | 「Incantation (Part C_Opus1)」             | マイク・ウィズゴウスキ | 鷺巣詩郎   | 鷺巣詩郎、天野正道       | キャサリン・ボット、デボラ・マイルス＝ジョンソン、アンドリュー・ブッシャー、マイケル・ジョージ | 3:25 |
| 2.                 | 「Cometh the hour (Part A_Opus1)」         | マイク・ウィズゴウスキ | 鷺巣詩郎   | 鷺巣詩郎、天野正道       | キャサリン・ボット、デボラ・マイルス＝ジョンソン、アンドリュー・ブッシャー、マイケル・ジョージ | 2:23 |
| 3.                 | 「Fallen Angels (Opus1)」                  | マイク・ウィズゴウスキ | 鷺巣詩郎   | 鷺巣詩郎、天野正道       | キャサリン・ボット、デボラ・マイルス＝ジョンソン、アンドリュー・ブッシャー、マイケル・ジョージ | 3:22 |
| 4.                 | 「Cometh the hour (Part B_Opus1)」         | マイク・ウィズゴウスキ | 鷺巣詩郎   | 鷺巣詩郎、天野正道       | キャサリン・ボット、デボラ・マイルス＝ジョンソン、アンドリュー・ブッシャー、マイケル・ジョージ | 3:01 |
| 5.                 | 「Killing Field (Part A_Opus1)」           | マイク・ウィズゴウスキ | 鷺巣詩郎   | 鷺巣詩郎、天野正道       | キャサリン・ボット、デボラ・マイルス＝ジョンソン、アンドリュー・ブッシャー、マイケル・ジョージ | 3:04 |
| 6.                 | 「Then We All Can Go Home (Part B_Opus3)」 |                        | 鷺巣詩郎   | 鷺巣詩郎、天野正道、啼鵬 |                                                                                                | 1:47 |
| 7.                 | 「Lucifers Dance (Part B_Opus1)」          | マイク・ウィズゴウスキ | 鷺巣詩郎   | 鷺巣詩郎、天野正道       | キャサリン・ボット、デボラ・マイルス＝ジョンソン、アンドリュー・ブッシャー、マイケル・ジョージ | 1:42 |
| 8.                 | 「Lucifers Dance (Part C_Opus1)」          | マイク・ウィズゴウスキ | 鷺巣詩郎   | 鷺巣詩郎、天野正道       | キャサリン・ボット、デボラ・マイルス＝ジョンソン、アンドリュー・ブッシャー、マイケル・ジョージ | 1:25 |
| 9.                 | 「Incantation (Part D_Opus1)」             | マイク・ウィズゴウスキ | 鷺巣詩郎   | 鷺巣詩郎、天野正道       | キャサリン・ボット、デボラ・マイルス＝ジョンソン、アンドリュー・ブッシャー、マイケル・ジョージ | 1:10 |
| 10.                | 「Snakes of despair」                      | マイク・ウィズゴウスキ | 鷺巣詩郎   | 鷺巣詩郎、天野正道       | キャサリン・ボット、デボラ・マイルス＝ジョンソン、アンドリュー・ブッシャー、マイケル・ジョージ | 2:48 |
| 11.                | 「Lucifers Dance (Part A_Opus1)」          | マイク・ウィズゴウスキ | 鷺巣詩郎   | 鷺巣詩郎、天野正道       | キャサリン・ボット、デボラ・マイルス＝ジョンソン、アンドリュー・ブッシャー、マイケル・ジョージ | 3:35 |
| 12.                | 「SD2_4401」                               |                        | 鷺巣詩郎   | 鷺巣詩郎、天野正道、啼鵬 |                                                                                                | 4:53 |
| 13.                | 「SD2_83」                                 |                        | 鷺巣詩郎   | 鷺巣詩郎、天野正道、啼鵬 |                                                                                                | 2:46 |
| 14.                | 「SD2_103」                                |                        | 鷺巣詩郎   | 鷺巣詩郎、天野正道、啼鵬 |                                                                                                | 3:07 |
| 15.                | 「Incantation (Part E)」                   |                        | 鷺巣詩郎   | 鷺巣詩郎、天野正道、啼鵬 |                                                                                                | 2:16 |
| 16.                | 「BL57_Sakkaku」                           |                        | 鷺巣詩郎   | 鷺巣詩郎、天野正道、啼鵬 |                                                                                                | 2:17 |
| 17.                | 「4BLM_101_Chokkaku」                      |                        | 鷺巣詩郎   | 鷺巣詩郎、天野正道、啼鵬 |                                                                                                | 4:05 |
| 18.                | 「BL06_Sakkaku」                           |                        | 鷺巣詩郎   | 鷺巣詩郎、天野正道、啼鵬 |                                                                                                | 3:15 |
| 19.                | 「Monologue」                              |                        | 鷺巣詩郎   | 鷺巣詩郎、天野正道、啼鵬 |                                                                                                | 2:36 |
| 20.                | 「Number One (RMB_Mix) (Bonus Tracks)」    |                        | 鷺巣詩郎   | 鷺巣詩郎、天野正道、啼鵬 |                                                                                                | 5:50 |
| 21.                | 「Incantation (Part F) (Bonus Tracks)」    |                        | 鷺巣詩郎   | 鷺巣詩郎、天野正道、啼鵬 |                                                                                                | 1:07 |
| 合計時間:          | 合計時間:                                  | 合計時間:              | 合計時間:  | 合計時間:                | 59:54                                                                                          |      |

## 関連書籍
- 『劇場版BLEACH 地獄篇 MOVIE GUIDE』週刊少年ジャンプ2011年1月10日増刊、集英社、2011年1月10日発行（2010年11月26日発売[14]）
- 久保帯人（原作） / 松原真琴（小説）『劇場版BLEACH 地獄篇』集英社〈ジャンプ ジェイ ブックス〉2010年12月11日第1刷発行（2010年12月6日発売[15]）、ISBN 978-4-08-703234-5
  - 本作（脚本・高橋ナツコ / 大久保昌弘）をノベライズしたもの。

## 関連商品
缶コーヒー
2010年11月16日発売
ルーツ アロマインパクト マスターズに一護、ルキア、日番谷のどれか一つのフィギュアを付属したセット。ローソンで発売。数量限定。
おやつごろ。ココアビスケット
2010年11月23日発売
ローソンで発売。数量限定。
クリアファイル
期間：11月23日 - 12月6日
ローソンで対象のお菓子を2個買うともらえる特典。全5種、数量限定。
一番くじV BLEACH
11月下旬